# Laringectomia
Laringectomia és una intervenció quirúrgica que consisteix a treure la laringe i la separació de la via d'aire des de la boca, el nas i l'esòfag. En una laringectomia total només se'ne treu una part. Els laringectomeritzats presenten una punció quirúrgica al coll coneguda com a estoma. Aquest procediment normalment es realitza en cas de càncer de laringe. Tanmateix, actualment molts d'aquests càncers es tracten només amb cirurgies més conservadores a través de la boca o amb radiacions i o quimioteràpia. També es practica una laringectomia en individus amb altres tipus de càncer del cap o del coll o amb problemes greus per empassar.

## Conseqüències de l'operació
Després d'extirpar la laringe, normalment calen tractaments de suport, com radioteràpia i quimioteràpia, per evitar els possibles recidius del tumor.
Les conseqüències de la laringectomia, quan és total, són:
- Pèrdua de la parla del pacient.
- Necessitat de respirar mitjançant un traqueostoma, obert al coll.
- Disminució del sentit de l'olfacte
- Disminució de la forçaper aixecar pesos
- Dificultats en la contracció de l'abdomen

## Substitució de la veu
Existeixen tres mètodes per a recuperar la veu, els quals s'utilitzen indiferentment depenent de les característiques de l'operació:
- Mitjançant parla esofàgica (també anomenada erigmofònica). El parlant empeny l'aire cap a l'esòfag i després l'empeny cap amunt, que articula els sons de la parla per a poder parlar. Aquest mètode si bé té alguna dificultat a aprendre'l, és el més natural i més efectiu[4] per la qual cosa és la més utilitzada pels laringectomitzats. Es pot aprendre a qualsevol associació de laringectomitzats local, com per exemple l'Associació Barcelonesa de Laringectomitzats en el cas de Barcelona, així com a gabinets logopèdics.
- Per pròtesi de veu posada en la punció tràqueo-esofàgica creada per cirurgia. La pròtesi de veu és una vàlvula d'aire d'un sol sentit que permet que l'aire passi des dels pulmons/tràquea a l'esòfag quan el pacient cobreix l'estoma. L'aire redirigit vibra el teixit de l'esòfag produint una veu ronca en el lloc de la laringe.[5]
- Per electrolaringe que és un aparell exterior que es recolza al coll i amplifica la vibració que produeix la paret de l'esòfag quan es fa la intenció de parlar. El so resulta mecànic i poc natural.